# Wilhelm Roux
Wilhelm Roux (Jena, 9 giugno 1850 – Halle, 15 settembre 1924) è stato un biologo tedesco, insegnante a Breslavia e a Innsbruck.
Studiò dapprima muscoli e vasi sanguigni, specificandone le relazioni con altri organi umani e ipotizzando una lotta tra essi.
Gettò le basi della meccanica dello sviluppo sostenendo l'adattamento funzionale delle varie parti dell'organismo.
Le sue successive ricerche riguardanti l'embriologia (segmentazione dell'uovo, simmetria bilaterale embrionica) lo portarono all'enunciato della sua teoria del mosaico o dell'"autodifferenziamento".

## Opere

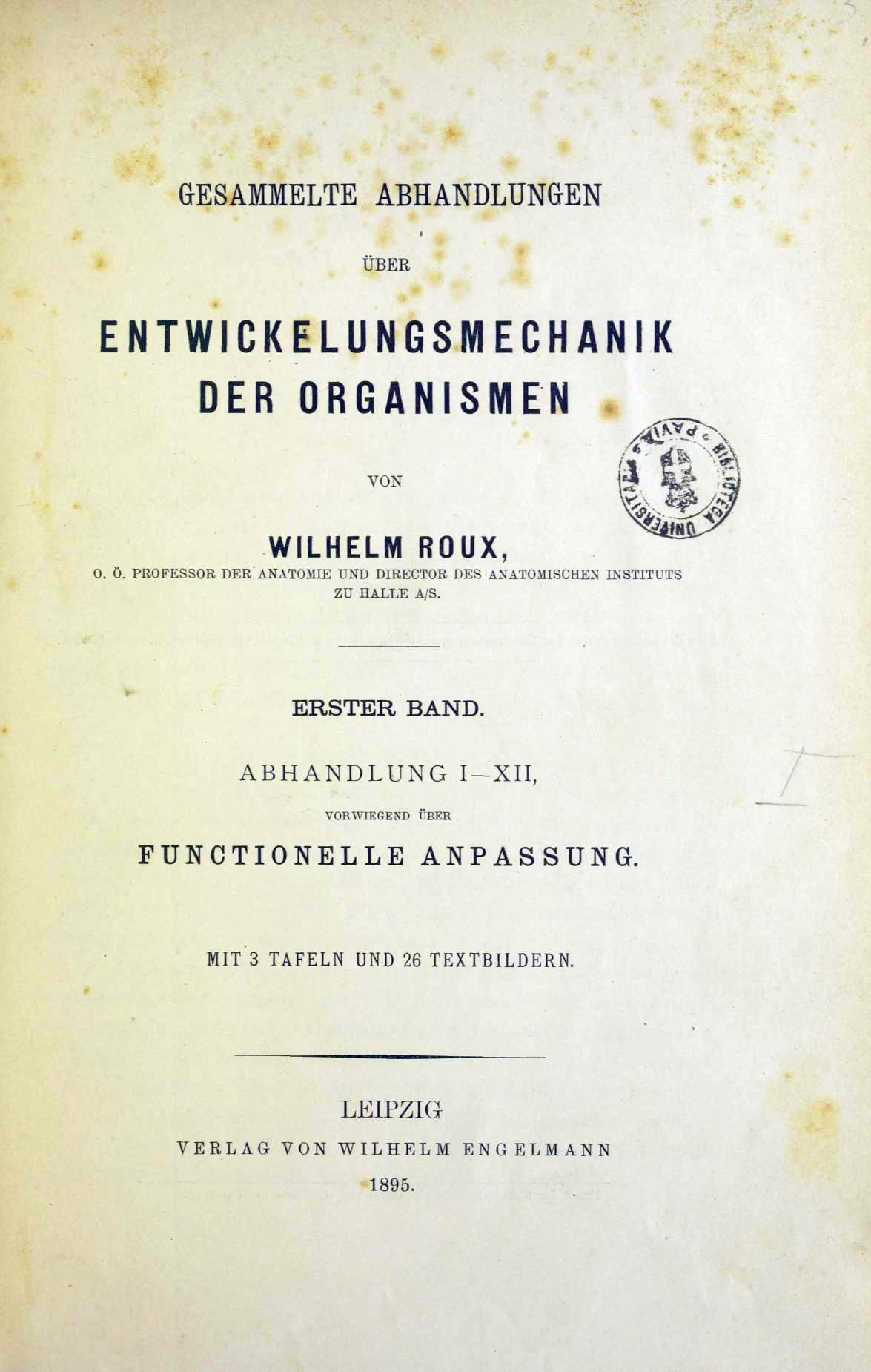
Gesammelte Abhandlungen über Entwickelungsmechanik der Organismen, 1895

- Der Kampf der Teile im Organismus (1881)
- Über die Entwicklungsmechanik der Organismen (1890)
- (DE) Gesammelte Abhandlungen über Entwickelungsmechanik der Organismen, Leipzig, Wilhelm Engelmann, 1895.
- Geschichtliche Abhandlung über Entwicklungsmechanik (two volumes, 1895)
- (DE) Über die Bedeutung geringer Verschiedenheiten der relativen Grösse der Furchungszellen für den Charakter des Furchungsschemas, Halle, Carl August Schwetschke, 1896.
- Die Entwicklungsmechanik (1905)
- Terminologie der Entwicklungsmechanik (1912).